# Roman Załuski
Roman Załuski (Lida, 10 dicembre 1936 – Varsavia, 29 novembre 2022) è stato un regista e sceneggiatore polacco.

## Biografia
Roman Załuski nasce a Lida il 10 dicembre 1936. Si diploma nel 1956 presso la Scuola nazionale di cinema, televisione e teatro Leon Schiller di Łódź e in seguito si trasferisce a Varsavia. Il suo esordio cinematografico avviene con il film Dom nel 1970. Nel corso della sua carriera collabora con Barbara Brylska, Katarzyna Łaniewska, Jan Nowicki, Lidia Wysocka, e riceve sei candidature ai Leoni d'Oro (Złote Lwy) del Festival del cinema polacco. Muore a Varsavia il 29 novembre 2022 e il suo corpo viene sepolto nel cimitero Bródnowski.

## Filmografia parziale

### Regista
- Dom (1970)
- Anatomia miłości (1972)
- Och, Karol (1985)
- Kogel-mogel (1988)